# Fernand Gautier
Fernand Gautier, né le 25 janvier 1870 à Argenton-sur-Creuse (Indre) et décédé le 24 novembre 1955 à Paris, est un homme politique français. 

## Biographie
Industriel, il est conseiller général du canton d'Argenton-sur-Creuse quand il est élu sénateur de l'Indre en 1932. 
Le 10 juillet 1940, il vote les pleins pouvoirs au maréchal Pétain et quitte la vie politique.